# Ni una más
Ni una más est une mini-série espagnole dramatique créée par José Manuel Lorenzo et Miguel Sáez Carral, basée sur le roman éponyme de Miguel Sáez Carral, inspiré par son histoire familiale et diffusée le 31 mai 2024 sur Netflix.
Pouvant se traduire littéralement en français par Pas une de plus, la série est reconnue pour dénoncer les violences sexuelles.

## Synopsis
Quelques jours avant la semaine d'examens finaux du baccalauréat, la lycéenne Alma, rebelle et en relation conflictuelle avec ses parents, cache sa faible estime d'elle-même. Peu appréciée des autres élèves de l'établissement, ses seules amies sont Greta, qu'elle connait depuis la maternelle, et Nata, fille d'une riche famille en couple avec le capitaine de l'équipe de football mais lui est peu investi dans son couple.
Un jour, elle accroche un bandeau au portail du lycée, dénonçant la présence d'un violeur dans l'établissement. L'histoire derrière ce geste commence cinq mois auparavant, alors qu'Alma se rapproche du frère ainé de Greta.

## Fiche technique
Sauf indication contraire, les informations mentionnées dans cette section peuvent être confirmées par la base de données cinématographiques IMDb,  présente dans la section « Liens externes ».
- Titre original : Ni una más
- Réalisation : Eduard Cortés, Marta Font Pascual et David Ulloa
- Scénario : José Manuel Lorenzo, Miguel Sáez Carral et Isa Sánchez
- Musique : Lucas Vidal
- Costumes : Anna Pons
- Photographie : Ismael Issa, David Tudela
- Son : Cristian Amores
- Montage : David Nieves, Domi Parra et Miguel Doblado
- Production : Pablo Alejos et Fran Castroviejo
- Sociétés de production : DLO Producciones
- Pays de production :  Espagne
- Langue originale : espagnol
- Format : couleur
- Nombre de saisons : 1
- Nombre d'épisodes : 8
- Genre : drame
- Dates de première diffusion :
  -  : 31 mai 2024 sur Netflix

## Distribution
- Nicole Wallace (VF : Alexia Papineschi) : Alma
- Clara Galle (VF : Diane Kristanek) : Greta
- Aïcha Villaverde (VF : Elsa Bougerie) : Natacha « Nata »
- Teresa de Mera (VF : Justine Berger) : Berta
- Gabriel Guevara (VF : Sébastien Baulain) : Alberto Gaspar
- José Pastor (VF : Gwendal Anglade) : David
- Daniel de Lorenzo (VF : Martin Faliu) : Hernán
- Ruth Díaz (VF : Emmanuelle Rivière) : Verónica « Vero »
- Eloy Azorín (VF : Éric Aubrahn) : Pablo

 Source et légende : version française (VF) sur RS Doublage

## Épisodes
La mini-série compte 8 épisodes, tous mis en ligne le 31 mai 2024.
1. Pilote (Piloto)
2. Point zéro (Zona cero)
3. Je te crois, ma sœur (Yo sí te creo, hermana)
4. A**hole Baby
5. 8M
6. Berta
7. Comment traquer un prédateur sexuel (Cómo cazar a un depredador sexual)
8. Du sang ou des larmes (A sangre o lágrimas)

## Production
Netflix a annoncé le 22 septembre 2022 le projet d'adaptation du roman de Miguel Sáez Carral en un drame pour adolescents, avec Nicole Wallace (Alma) et Clara Galle (Greta) et produit par DLO Producciones. Le tournage débute en octobre et dure plusieurs semaines dans différents lieux de Madrid.

## Accueil critique
La mini-série a été bien accueillie par la critique. 
Alice Durand pour Le Point, analyse le succès de la mini-série par son analyse des personnages ambigus, comme aidant à briser la culture du silence et les suites immédiates du mouvement #MeToo.